# تشابلن (فلم)
تشابلن فيلم روائي طويل من إنتاج عام 1992 يجسد قصة حياة الممثل الإنجليزي الكوميدي تشارلي تشابلن. أنتج الفيلم وأخرجه ريتشارد اتينبروخ وقام ببطولته روبرت داوني جونير وكيفين كلاين ومويرا كيلي وانتوني هوبكنز. كما تجسد جيرالدين تشابلن – وهي ابنة شابلن في الواقع- شخصية والدته هانا شابلن.
اقتبس بويد وليام وبريان فوربس وو وليام جولدمان قصة الفيلم من كتب «سيرتي الذاتية» تأليف تشارلي تشابلن، و«شابلن: حياته والفن» تأليف الناقد السينمائي ديفيد روبنسون.
الموسيقي التصويريه للفيلم تأليف جون باري.

## نبذة عن الفيلم
يدور الفيلم حول ذكريات الماضي حيث يرويها تشارلي تشابلن المسن (ويقوم بدوره أيضًا روبرت داوني جونيور) حين عاش أخر سنوات عمره في سويسرا، يتذكر لحظات من حياته خلال محادثة مع جورج- شخصية خيالية - (أنتوني هوبكنز) وهو صحفي يسجل لتشابلن سيرته الذاتية. ذكريات شابلن تبدأ بطفولته التي عاني خلالها من الفقر المدقع مع أمه وأخيه، ثم هروبه من الملجأ وغمر نفسه في عالم الموسيقي والفقرات المضحكة في المسارح وقاعات لندن، وبعد ذلك سفره إلى الولايات المتحدة حيث الشهرة والنجاح.
هناك إشارات إلى بعض الذكريات الرومانسية العديدة له (بما في ذلك هيتي كيلي، ميلدريد هاريس، جورجيا هيل، ماريون ديفيز، إدنا بروفيانس، ليتا جراي، بوليت جودارد، وأونا أونيل)، كما تتطرق الي تعاونه مهنيا مع ماك سينيت وصداقته مع دوغلاس فيربانكس.

## النقد الموجه للفيلم
على الرغم من أن الفيلم انتقد لتجسيده بطريقة دراميه مفصلة لبعض جوانب من حياة تشابلن، الا ان اداء داوني لشخصية تشابلن جعلته يحظي باعجاب عالمي. كانت ثقة اتينبورو الشديدة في أداء داوني كافيه ليجعل الفيلم يشتمل لقطات تاريخية لشابلن نفسه في نهاية الفيلم.
كما أخذ علي الفيلم ميزانيته الإنتاجيه الضخمة – حوالي 31 مليون دولار- ولكن كل هذه الانتقادات تبددت باعتبار ان الفيلم يجسد سيرة ذاتية بطريقة فنية لامعة. لكن أحد النقاد كتب عن السيناريو «ان الفيلم كان محاولات لتغطية احداث غير هامة وان حياة شابلن كانت واسعة ومتنوعة وان الفيلم جاء مقيد ولم يظهرها بشكل عادل»

## الجوائز
رشح داوني لجائزتي الاوسكار والجولدن جلوب عن اداءه المتميز للفيلم، ولكن لم يحظَ بأي منهما. كما نال جائزة المهرجان البريطاني الأكاديمي السينيمائي عن هذا الدور. كما رشح الفيلم لبعض الجوائز في المكياج والإنتاج والموسيقي والملابس.
رشحت أيضا جيرالدين شابلن لجائزة الجولدن جلوب لاحسن ممثلة دور ثاني.

## وصلات خارجية
- مقالات تستعمل روابط فنية بلا صلة مع ويكي بيانات